# Poolambadi
Poolambadi is een panchayatdorp in het district Perambalur van de Indiase staat Tamil Nadu. 

## Demografie
Volgens de Indiase volkstelling van 2001 wonen er 10.081 mensen in Poolambadi, waarvan 50% mannelijk en 50% vrouwelijk is. De plaats heeft een alfabetiseringsgraad van 60%. 